# 欧根·柯尼希
欧根·柯尼希（Eugen König，1896年9月19日 - 1985年4月8日）是第二次世界大战期间的一位德国国防军将领，曾获颁騎士鐵十字勳章並擔任第91步兵師师长。